# الژبیتا چیژفسکا
الژبیتا چیژفسکا (لهستانی: Elżbieta Czyżewska؛ ‏ ۱۴ مهٔ ۱۹۳۸ – ۱۷ ژوئن ۲۰۱۰) بازیگر اهل لهستان بود.
از فیلم‌هایی که وی در آن نقش داشته‌است، می‌توان به نخستین روز آزادی، ازدواج مصلحتی، مرد کادیلاک، نخستین دایره، وداع ناممکن، همه‌چیز برای فروش، دست‌نوشته ساراگوسا و علائم شناسایی: ندارد اشاره کرد.